# Kytänsalo
Kytänsalo är en ö i Finland. Den ligger i sjön Sumiainen och i kommunen Äänekoski i den ekonomiska regionen  Äänekoski ekonomiska region  och landskapet Mellersta Finland, i den centrala delen av landet, 290 km norr om huvudstaden Helsingfors. Öns area är 2,76 kvadratkilometer och dess största längd är 2,6 kilometer i sydöst-nordvästlig riktning.